# El Carpio
El Carpio és una localitat de la província de Còrdova, Andalusia, Espanya.

## Demografia
| 1996  | 1998  | 1999  | 2000  | 2001  | 2002  | 2003  | 2004  | 2005  | 2006  |
| ----- | ----- | ----- | ----- | ----- | ----- | ----- | ----- | ----- | ----- |
| 4.497 | 4.394 | 4.509 | 4.465 | 4.461 | 4.449 | 4.463 | 4.473 | 4.491 | 4.477 |

## Història
L'actual vila del Carpio, abans anomenada Onuba, es va fundar en el primer terç del segle xiv al costat de la torre manada construir per Garci Méndez de Sotomayor, descendent dels conquistadors d'aquestes terres, amb anterioritat a la seva participació en una sèrie de fets d'armes en la frontera granadina durant el regnat d'Alfons XI, qui va traslladar al nou emplaçament a la població que estava en aquestes terres en l'època musulmana, la d'Alcocer (Al-Qusayr). Alcocer va ser conquistat per Ferran III en 1240, sent posteriorment (1245) donada la seva vila i fortalesa al concejo de Còrdova i delimitats els termes de la seva feligresia.
Part del seu terme va ser repartit entre diversos membres de la família que va col·laborar en la seva reconquesta: els Meléndez o Méndez de Sotomayor, realitzant-se posteriorment altres reparticions de les seves terres. Un dels descendents d'aquesta família (Garci Méndez de Sotomayor) va assolir reunir en el seu poder a primers del segle xiv les donacions repartits per Ferran III de Castella, manant construir en ells una torre fortalesa. Al voltant de la torre, va sorgir la població del Carpio, donant-se com data de la seva fundació l'any que es va acabar la construcció d'aquella (1325).
L'extensió territorial que abasta l'actual terme municipal del Carpio va formar part en l'antiguitat del municipi romà de Sacili Martialium. Un nucli urbà se situava en el cortijo de l'Alcurrucón -terme municipal de Pedro Abad- que va tenir rang de municipi de dret llatí i estava integrat en el conveni jurídic cordovès, equivalent a la demarcació judicial. L'actual territori del Carpio va ser, en època romana, una zona de forta implantació rural, com ho proven les restes de viles oposats en La Vaga, lloc del Carneril, mas de la Vall, túnel de la presa de Mengemor i villar de Alcocer. Aquestes viles confirmen una gran activitat agrària que estaréa concentrada en el cultiu de cereals, com es confirma amb l'aparició d'un camp de sitges subterrànies d'una enorme capacitat d'emmagatzematge al costat de l'ermita de San Pedro. La vila, presidida per la Torre de Garci-Méndez -resta de l'antiga fortalesa-, s'assenta sobre un pujol des de la qual es domina un ample panorama.
La seva configuració urbana recorda els pobles fortalesa, aixecats entorn d'un castell. En l'actualitat el centre del poble ho ocupa la plaça de la Constitució on es troba la Parròquia de l'Assumpció i l'Ajuntament. Al llarg de l'edat moderna, la vila del Carpio s'erigeix en el centre d'un dels senyorius més importants en terres cordoveses. Els Méndez de Sotomayor es van vincular en 1472 amb la casa d'Haro. En 1549 s'eleva a la categoria de Marquesat, i a partir de 1559 estén la seva jurisdicció als pobles veïns de Pedro Abad i Adamuz. En 1660 i 1747 van quedar sotmeses a la seva jurisdicció les Set Viles de los Pedroches. Aquest fenomen reflecteix el podeo que va assolir la Casa d'Haro, que el 1688 es va unir amb la d'Alba.